# Amours de clown
Pour les articles homonymes, voir Pagliacci (homonymie).
Pour plus de détails, voir Fiche technique et Distribution.
Amours de clown ou Paillasse (Pagliacci) est un film musical italien réalisé par Mario Costa et sorti en 1948.
Il s'agit de l'adaptation cinématographique de l'opéra du même nom de Ruggero Leoncavallo créé en 1892. Le film se distingue par le fait qu'il a été filmé en grande partie en extérieur.

## Synopsis
Elle raconte la tragédie de Canio, le clown principal (ou « pagliaccio » en italien) d'une troupe de commedia dell'arte, de sa femme Nedda et de l'amant de celle-ci, Silvio. Lorsque Nedda repousse les avances de Tonio, un autre comédien de la troupe, ce dernier raconte à Canio comment Nedda le trompe. Dans un accès de jalousie, Canio assassine Nedda et Silvio. Le seul acteur de la distribution qui a également chanté son rôle est le célèbre baryton italien Tito Gobbi, mais le film est en grande partie très fidèle à l'œuvre d'origine, présentant l'opéra dans sa quasi-intégralité.

## Fiche technique
- Titre français : Amours de clown ou Paillasse[1]
- Titre original : Pagliacci[2]
- Réalisation : Mario Costa
- Scénario :	Carlo Castelli, Mario Costa, Anton Giulio Majano, Sinclair Lewis
- Photographie :	Mario Bava
- Montage : Otello Colangeli
- Musique : Ruggero Leoncavallo
- Décors : Ottavio Scotti (it), Alfredo Manzi (it)
- Costumes : Vittorio Nino Novarese
- Production : Alberto Giacalone
- Société de production : Itala Film
- Pays de production :  Italie
- Langue originale : italien
- Format : Noir et blanc - 1,37:1 - Son mono - 35 mm
- Durée : 91 minutes
- Genre : Opéra filmé, film musical
- Dates de sortie :
  - Italie : 2 décembre 1948
  - France : 6 janvier 1950

## Distribution
- Tito Gobbi : Tonio, le bossu / Silvio
- Gina Lollobrigida : Nedda, épouse de Canio
- Onelia Fineschi : Nedda (chant)
- Afro Poli : Canio, maître de la troupe
- Galliano Masini : Canio (chant)
- Filippo Morucci : Beppe, arlequin de la troupe
- Gino Sinimberghi : (chant)